# Legends of the Summer
Legends of the Summer fue una gira musical del cantante Justin Timberlake y el rapero Jay-Z. Después de la colaboración de ambos en la canción «Suit & Tie» y su posterior interpretación en vivo durante los premios Grammy de 2013, los rumores sobre una posible gira juntos comenzaron. La serie de dieciséis espectáculos fue anunciada oficialmente el 22 de febrero de 2013, teniendo como primera parada la ciudad de Londres, Inglaterra, el 14 de julio de 2013.

## Antecedentes
En septiembre de 2006, Timberlake lanzó su segundo álbum de estudio, FutureSex/LoveSounds. Aclamado por la crítica y comercialmente fructuoso, el disco entregó seis sencillos, incluyendo los éxitos internacionales «SexyBack», «My Love» y «What Goes Around... Comes Around». Para promover el álbum, Timberlake realizó la gira FutureSex/LoveShow en el 2007, la cual duró casi un año y obtuvo ganancias por USD $126,8 millones. Después de la gira, Timberlake hizo un receso en su carrera musical para concentrarse en la actuación.

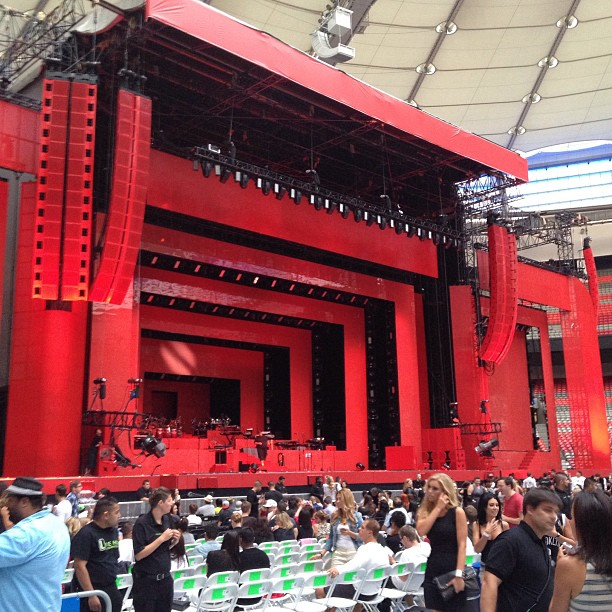
El escenario de la gira montado en el estadio BC Place de Vancouver, Canadá.

Tras seis años sin publicar nuevas canciones, el 14 de enero de 2013 Timberlake lanzó «Suit & Tie», el sencillo principal de su tercer álbum de estudio, The 20/20 Experience, el cual contó con la participación del rapero Jay-Z. Momentos antes de la ceremonia de entrega de los premios Grammy 2013, Ryan Seacrest entrevistó a Timberlake y le preguntó sobre una posible gira con otro artista, a lo que él respondió: «Aún estamos organizándola, pero va a ser muy divertida. No sé cuánto deba contar». Durante la ceremonia, Timberlake y Jay-Z interpretaron «Suit & Tie». Después del show, los rumores de una gira en conjunto comenzaron debido a que Jay-Z publicó en su blog una lista de estadios con la frase «#LegendsOfSummer this week».
El tour Legends of the Summer fue oficialmente anunciado el 22 de febrero de 2013, cuando se revelaron doce fechas en Norteamérica, a las cuales se sumaron posteriormente una en Inglaterra, una en Boston y otra en Nueva York. El espectáculo está producido por Live Nation y comenzó el 14 de julio de 2013 en Londres. La preventa de entradas se inició el 27 de febrero y la venta general el 28. Los usuarios de la tarjeta de crédito Citi tuvieron acceso a comprar entradas el 22 de febrero a través del sistema Private Pass Program.

## Lista de canciones
Esta es la lista de canciones interpretadas durante el concierto del 17 de julio de 2013. No es necesariamente la misma que se interpretó en toda la gira.
Juntos
1. «Holy Grail»
2. «Give it to Me»
3. «Rock Your Body»
4. «MJ Intro Izzo»
5. «Excuse Me Miss»
6. «Señorita»
7. «On to the Next One»
8. «Like I Love You»
9. «My Love»
10. «Big Pimpin'»
11. «Tunnel Vision»

Jay-Z
1. «Jigga What, Jigga Who»
2. «Public Service Announcement»
3. «Crown»
4. «Somewhere in America»
5. «U Don't Know»
6. «99 Problems"/«Walk This Way»
7. «'03 Bonnie & Clyde»
8. «Clique»
9. «Heart of the City»

Justin Timberlake
1. «Pusher Love Girl»
2. «Summer Love»
3. «LoveStoned/I Think She Knows»
4. «Until the End of Time»
5. «Let the Groove Get In»
6. «Take Back the Night»
7. «FutureSex/LoveSound»
8. «Frontin'»

Juntos
1. «Song Cry»
2. «Cry Me a River»
3. «Tom Ford»
4. «FuckWithMeYouKnowIGotIt»
5. «What Goes Around... Comes Around»/«Dirt Off Your Shoulder»
6. «New York, New York"/«Empire State of Mind»
7. «Mirrors»
8. «Run This Town»

Encore
1. «Encore»
2. «SexyBack»
3. «Suit & Tie»

## Fechas de la gira
| Fecha                | Ciudad        | País           | Recinto             |
| -------------------- | ------------- | -------------- | ------------------- |
| 14 de julio de 2013  | Londres       | Inglaterra     | Parque Olímpico     |
| 17 de julio de 2013  | Toronto       | Canadá         | Rogers Centre       |
| 19 de julio de 2013  | Nueva York    | Estados Unidos | Yankee Stadium      |
| 20 de julio de 2013  | Nueva York    | Estados Unidos | Yankee Stadium      |
| 22 de julio de 2013  | Chicago       | Estados Unidos | Soldier Field       |
| 26 de julio de 2013  | San Francisco | Estados Unidos | Candlestick Park    |
| 28 de julio de 2013  | Los Ángeles   | Estados Unidos | Rose Bowl           |
| 31 de julio de 2013  | Vancouver     | Canadá         | BC Place Stadium    |
| 4 de agosto de 2013  | Hershey       | Estados Unidos | Hersheypark Stadium |
| 6 de agosto de 2013  | Detroit       | Estados Unidos | Ford Field          |
| 8 de agosto de 2013  | Baltimore     | Estados Unidos | M&T Bank Stadium    |
| 10 de agosto de 2013 | Boston        | Estados Unidos | Fenway Park         |
| 11 de agosto de 2013 | Boston        | Estados Unidos | Fenway Park         |
| 13 de agosto de 2013 | Filadelfia    | Estados Unidos | Citizens Bank Park  |
| 16 de agosto de 2013 | Miami         | Estados Unidos | Sun Life Stadium    |